# Lejo Siepe
Lejo Siepe (1957) is een Nederlandse journalist. Hij begon zijn carrière bij Radio Noord in de jaren tachtig. Hij stapte over naar de VPRO radio waar hij werkte als programmamaker voor Boeken, Passagen, Passanten en het Evenement. Later werkte hij voor het onderzoeksprogramma Argos op Radio 1. 
Siepe zat ook 19 jaar als redacteur annex samensteller van het NTR-programma Een leven lang, afwisselend op Radio 5 en Radio 1. Als correspondent voor de VARA radio werkte hij jarenlang als nieuwsverslaggever Noord-Nederland. Later begon hij bij Stichting Beeldlijn in Groningen als coördinator/producent van tal van documentaire films voor landelijke en regionale omroepen. Van zijn hand kwamen producties tot stand als De zoon van de levende stad, een portret van de schrijver Gerrit Krol, een portret van de dichter Rutger Kopland, tal van (noordelijke) beeldende kunstenaars en de documentaire Jong in Groningen met kunsthistoricus Henk van Os.
Hij schreef vijf boeken: De Dood in Bagdad over het leven en werk van Lex Aronson die midden jaren zeventig werd opgehangen in Bagdad, een boek over de Kruistochten ( samen met fotograaf Robert Mulder), een biografie over de Groninger communist Fré Meis (samen met hoogleraar Gerrit Voerman), een boek over Libanon en zijn memoires over zijn afkomst onder de titel Onverwacht dat in 2021 bij Uitgeverij Passage verscheen. 
Siepe is directeur van het Media Trainingscentrum Noord Nederland.